# Mount Hood
Mount Hood is een stratovulkaan die ongeveer 70 kilometer ten oosten van de Amerikaanse stad Portland, op de grens van Clackamas en Hood River County ligt. Met zijn 3.429 meter is het de hoogste piek van de staat Oregon. Mount Hood wordt beschouwd als een potentieel actieve vulkaan, alhoewel de laatste uitbarsting in 1782 was. Op 29 oktober 1792 werd ze waargenomen door de Britse luitenant-ter-zee William E. Broughton, die haar vernoemde naar marine-officier Alexander Arthur Hood.
Op de hellingen van Mount Hood zijn er twaalf gletsjers. Deze gletsjers reiken tot ongeveer 2100 meter. Op de zuidflank van de vulkaan staat de Timberline Lodge, een hotel uit 1935, dat is gebruikt in de film The Shining van Stanley Kubrick uit 1980.